# 철광석

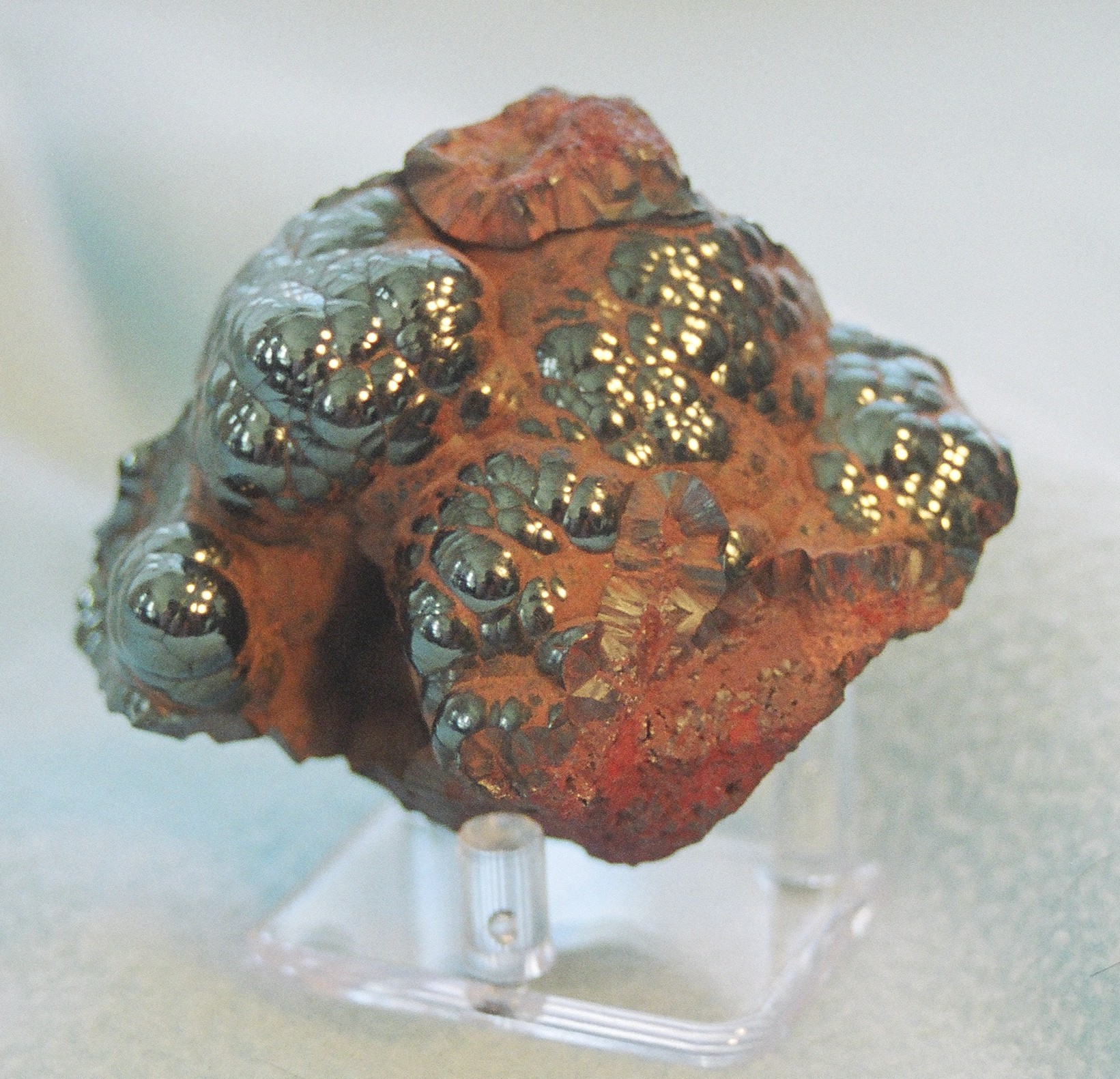

철광석(鐵鑛石, 문화어: 쇠돌, iron ore)은 일반적으로 철(Fe)를 함유한 광석을 지칭하는 말이다. 이를 줄여서 철광(鐵鑛)이라고 부르기도 한다. 자철석, 적철석, 갈철석 등을 두루 일컫는 말이기도 하다. 때로는 능철석도 일컫는다.
일반적으로 약 60% 이상의 철을 함유한 매우 많은 양의 헤마타이트 또는 자철석을 함유한 광석은 천연 광석 또는 직송 광석으로 알려져 있으며 제철 용광로에 직접 공급될 수 있다. 철광석은 철강을 만드는 주요 원료 중 하나인 선철을 만드는 데 사용되는 원료이다. 2011년 파이낸셜 타임즈는 바클레이즈 캐피털의 채굴 분석가 크리스토퍼 라페미나의 말을 인용하여 철광석이 "아마도 석유를 제외하고는 다른 어떤 상품보다 세계 경제에 더 필수적"이라고 말했다.

## 원천
금속 철은 운석에서 나오는 철-니켈 합금과 매우 희귀한 형태의 깊은 맨틀 제노리스를 제외하고는 지구 표면에 거의 알려지지 않았다. 일부 철 운석은 직경 1,000km 이상의 강석체에서 유래했다고 생각된다. 철의 기원은 궁극적으로 별의 핵융합을 통한 생성으로 추적할 수 있으며, 대부분의 철은 초신성으로서 붕괴하거나 폭발할 만큼 충분히 큰 죽어가는 별에서 유래했다고 생각된다. 철은 지구 지각에서 네 번째로 풍부한 원소로 약 5%를 차지하지만, 대부분은 규산염, 또는 더 드물게 탄산염 광물에 묶여 있다. 이러한 광물에서 순수한 철을 분리하는 열역학적 장벽은 가공할 만하고 에너지 집약적이므로 인간 산업에서 사용하는 모든 철 공급원은 비교적 희귀한 산화철 광물, 특히 헤마타이트를 이용한다.
산업혁명 이전에는 미국 독립혁명과 나폴레옹 전쟁 동안 널리 이용 가능한 괴타이트 또는 보광에서 대부분의 철을 얻었다. 선사 시대 사회는 철광석 공급원으로 라테라이트를 사용했다. 역사적으로 산업화된 사회가 사용하는 철광석의 대부분은 Fe 등급이 약 70%인 대부분의 헤마타이트 퇴적물에서 채굴되었다. 이러한 퇴적물은 일반적으로 "직접 선적 광석" 또는 "천연 광석"이라고 불린다. 제2차 세계 대전 이후 미국에서 고급 헤마타이트 광석의 고갈과 함께 철광석 수요 증가는 저등급 철광석 공급원, 주로 자철석과 타코나이트의 활용으로 이어졌다.
철광석 채굴 방법은 채굴되는 광석의 종류에 따라 다르다. 현재 작업되고 있는 철광석 퇴적물은 광석 퇴적물의 광물학 및 지질학에 따라 크게 네 가지 종류가 있다. 마그네타이트, 티타노마그네타이트, 거대혈석 및 복소철석 퇴적물이다.

### 호상철광층
호상철광층(BIF)은 주로 얇은 층의 철 광물과 실리카(석영)로 구성된 15% 이상의 철을 포함하는 퇴적암이다. 호상철광층은 선캄브리아기 암석에서만 발생하며 일반적으로 약하게에서 강하게 변형된다. 호상철광층은 탄산염(사철석 또는 앵커라이트) 또는 규산염(미네소타이트, 녹알라이트 또는 그루네라이트)에 철을 포함할 수 있지만 철광석으로 채굴된 것에서는 산화물(자철석 또는 헤마타이트)이 주요 철 광물이다. 호상철층은 북미 내에서 타코나이트로 알려져 있다.
그 채굴은 엄청난 양의 광석과 폐기물을 옮기는 것을 포함다. 폐기물은 두 가지 형태로 나온다: 광산의 비광상 기반암(현지에서 멀록으로 알려진 과부담 또는 중간부담)과 광석 자체의 고유 부분인 원치 않는 광물들인다. 멀록은 채굴되어 폐기물 처리장에 쌓이고, 갱구는 수혜 과정에서 분리되어 광석으로 제거된다. 타코나이트 광석은 대부분 화학적으로 불활성인 광물 석영이다. 이 물질은 규제가 있는 대규모의 취수 연못에 저장된다.

### 자철광
자철광이 경제성을 갖기 위한 주요 매개변수는 자철광의 결정성, 띠철 형성 숙주암 내 철의 등급, 자철광 농축물 내에 존재하는 오염 원소 등이다. 띠철광 형성은 두께가 수백 미터, 타격을 따라 수백 킬로미터 연장될 수 있고, 함유된 광석이 30억 톤 이상으로 쉽게 도달할 수 있기 때문에 대부분의 자철광 자원의 크기와 스트립 비율은 무관하다.
자철을 함유한 띠철 형성이 경제화되는 일반적인 철 등급은 약 25%의 철로, 일반적으로 자철을 33~40% 회수하여 64% 이상의 철을 초과하는 농축 등급을 생성할 수 있다. 일반적인 자철광 농축액은 인 0.1% 미만, 실리카 3~7% 미만, 알루미늄 3% 미만이다.
현재 자철광은 미국 미네소타주와 미시간주, 캐나다 동부, 스웨덴 북부에서 채굴되고 있다. 자철광이 함유된 띠철광층은 현재 아시아로 상당량 수출되는 브라질에서 광범위하게 채굴되고 있으며, 호주에서는 초기의 대형 자철광 산업이 있다.

### 직송(매타이트) 광석
직송 철광석(DSO) 매장량은 현재 남극 대륙을 제외한 모든 대륙에서 이용되고 있으며, 남아메리카, 호주 및 아시아에서 가장 큰 강도를 보이고 있다. 대부분의 대형 헤마타이트 철광석 매장량은 변형된 띠 모양의 철 형성과 거의 화성에 없는 축적물에서 비롯된다.
DSO 퇴적물은 일반적으로 자철석을 함유한 BIF 또는 주요 생성원 또는 원석 암석을 형성하는 다른 암석보다 더 드물지만 더 높은 철 함량으로 인해 더 적은 이익을 요구하기 때문에 채굴 및 가공에 상당히 저렴하다. 그러나 DSO 광석은 일반적으로 인, 수분 함량(특히 피솔라이트 퇴적물 축적물) 및 알루미늄(피솔라이트 내 점토)에서 훨씬 더 높은 농도의 패널티 원소를 포함할 수 있다. 수출 등급 DSO 광석은 일반적으로 62-64% Fe 범위에 있다.

### 마그마자철광상
화강암과 초고장대 화성암은 때때로 자철석 결정을 분리하고 경제적 집중에 적합한 자철석 덩어리를 형성하는 데 사용되었다. 특히 칠레의 몇몇 철광석 퇴적물은 자철석 페노크리스탈이 상당히 축적된 화산 흐름으로 형성된다. 아타카마 사막 내의 칠레 자철석 철광석 퇴적물도 이러한 화산 형성으로 이어지는 개울에 자철석의 충적층을 형성했다.
과거에는 일부 자철광과 열수광상이 거의 도움이 필요하지 않은 고급 철광석 퇴적물로 작용했다. 말레이시아와 인도네시아에는 이런 종류의 화강암 관련 퇴적물이 몇 개 있다.
자철광의 다른 원천으로는 태즈메이니아의 새비지 강과 같은 거대한 자철광의 변성 축적물이 있으며, 이는 오피오라이트 초음파의 전단에 의해 형성된다.
철광석의 또 다른 소규모 공급원은 종종 바나듐과 함께 전형적으로 티타늄을 함유한 자철석을 포함하는 층층이 형성된 관입물에 마그마가 축적된 것이다. 이 광석들은 철, 티타늄 및 바나듐을 회수하는 데 사용되는 특수 제련소와 함께 틈새 시장을 형성한다. 이 광석들은 본질적으로 띠철 형성 광석과 유사한 이점을 갖지만 일반적으로 파쇄 및 선별을 통해 더 쉽게 업그레이드 된다.

## 자원과 분포
세계의 주요 철산으로는 미국의 메사비, 에스파냐의 빌바오, 중국의 다예(大治)와 안산(鞍山) ― 이상 적철광, 프랑스의 로렌(강철광), 러시아의 크리보이록, 스웨덴의 키루나(이상 자철광), 영국의 클리블랜드(능철광) 등이 있다. 그 생산고는 매장량에 비례하지 않으면 채굴의 편이나 광맥의 상태, 수송의 난이(難易) 등이 문제가 된다. 이들 철광석을 주원료로 해서 제철을 하려면 코크스용으로 대량의 강점결탄(强粘結炭)이 필요해진다.그래서 제철소는 1) 철광석(철산), 2) 강점결탄(탄전)과 그 판매시장. 3) 소비시장까지의 수송비 문제 등으로 그 입지적 조건이 결정된다. 
영국이나 독일, 프랑스 등지의 오래된 제철소는 1), 2)의 조건을 갖춘 것이며 피츠버그, 루르지방, 노부쿠즈네츠크는 탄전 입지이며, 소련의 마그니토고르스크, 프랑스의 로렌 지방, 중국의 안산 등지는 철산입지이며, 최근에 세워진 제철소들은 소비자가 가까워 원료와 제품의 수송이 편리한 임해지대에 입지하는 경향이 있다. 필라델피아, 볼티모어의 제철소는 3)의 범주에 속한다.
최대 생산국과 최대 소비국은 중국이다.

## 제철 과정
산화철 형태로 채굴된 철광석에서 순수한 철을 뽑아 사용하려면 산화철을 환원시켜야 한다. 따라서 용광로에 코크스와 산화철과 석회석을 넣고 용광로 내로 강한 열풍을 가해 준다.
그러면 곧 환원제로 작용할 코크스가
{\displaystyle \mathrm {2C+O_{2}\ \to \ 2CO} }
불순물(규소)를 제거하게 될 석회석이 열분해되어 생석회를 만든다.
{\displaystyle \mathrm {CaCO_{3}\ \to \ CaO+CO_{2}} }
다음으로 CO가 산화되며 철을 환원시킨다.
{\displaystyle {\begin{aligned}\mathrm {3Fe_{2}O_{3}+CO} &\to &\mathrm {2Fe_{3}O_{4}+CO_{2}} \\\mathrm {Fe_{3}O_{4}+CO} &\to &\mathrm {3FeO+CO_{2}} \\\mathrm {FeO+CO} &\to &\mathrm {Fe+CO_{2}} \end{aligned}}}
또, 생석회가 산화철에 붙어있던 규소를 슬래그(slag)형태로 가라앉힌다.(규소가 함유되면 철의 강도가 떨어진다.)
{\displaystyle \mathrm {CaO+SiO_{2}\ \to \ CaSiO_{3}} }
생성된 {\displaystyle \mathrm {CO_{2}} }는 방출되고, 순수한 선철(Fe)과 슬래그가 빠져나온다.(밀도는 슬래그<선철이므로 쉽게 분리할 수 있다.)

## 같이 보기
- 소철 (철광상)